# Setsuko Ideta
Setsuko Ideta/ Setsuko Klossowska de Rola  (japonés: 出田節子/セツコ・クロソフスカ＝ド＝ローラ, Tokio, 1 de enero de 1942) es una pintora japonesa.

## Biografía
Nacida en Toquio,  se graduó en la escuela secundaria Morimura Gakuen y estudió en el departamento de francés de la Universidad Sofía, donde conoció al que sería su marido, el también pintor y maestro del surrealismo Balthus.
Se casaron en 1967 y vivió en Roma 15 años, en la Villa Médici. En 1977 se mudó a Grand Chalet, Rossinière, Suiza. Su hija, Haruni, nació en 1973 en Ginebra.
Su marido falleció en 2001 y ella puso en marcha la Fundación Balthus en 2002. 
En 2005, fue nombrada Artista por la Paz de la UNESCO. 